# Manuel dos Santos Machado
Manuel dos Santos Machado (ur. 2 marca 1933 w Vila Velha de Ródão, zm. 15 czerwca 2013) – portugalski polityk i prawnik, od 1987 do 1989 poseł do Parlamentu Europejskiego II kadencji.

## Życiorys
Ukończył studia prawnicze, po których praktykował w zawodzie adwokata. Od 1973 do 1974 pozostawał burmistrzem Tomar, następnie od lutego do kwietnia 1974 był gubernatorem cywilnym dystryktu Leiria. Wstąpił do Centrum Demokratycznego i Społecznego – Partii Ludowej. W 1987 wybrany posłem do Parlamentu Europejskiego. Przystąpił do Europejskiej Partii Ludowej, należał m.in. do Komisji ds. Polityki Regionalnej i Planowania Regionalnego oraz Komisji ds. Stosunków Gospodarczych z Zagranicą. Od 2009 zasiadał w krajowej komisji wyborczej.